# Musoke
Musoke – u Bagandów z Ugandy bóg deszczu i niebios, objawiający się pod postacią tęczy. Wraz z innym bóstwem nieba Gulu uważany był za twórcę deszczu z wód unoszonych do chmur przez Majandżę.